# 石田敏彦
石田 敏彦（いしだ としひこ、1930年（昭和5年）10月5日 - 2013年（平成25年）11月5日）は、日本の映画プロデューサー、実業家。12代目東宝代表取締役社長。東京都出身。

## 略歴
- 1953年 - 早稲田大学文学部卒業後、東宝入社。
- 1980年 - 取締役就任。
- 1986年 - 常務取締役就任。
- 1992年 - 専務取締役就任。
- 1994年 - 代表取締役副社長就任。
- 1995年 - 代表取締役社長就任。
- 2002年 - 顧問就任。
- 2013年 - 心不全で死去[2]。83歳没。

## プロデューサー作品
- 「名探偵コナン 14番目の標的」：製作
- 「名探偵コナン 世紀末の魔術師」：製作
- 「名探偵コナン 瞳の中の暗殺者」：製作
- 「名探偵コナン 天国へのカウントダウン」：製作
- 「ウォーターボーイズ」：製作
- 「映画 犬夜叉 時代を越える想い」：製作
- 「名探偵コナン ベイカー街の亡霊」：製作
- 「猫の恩返し」：製作